# Meunasah Teungoh (Beutong)
Meunasah Teungoh is een bestuurslaag in het regentschap Nagan Raya van de provincie Atjeh, Indonesië. Meunasah Teungoh telt 1007 inwoners (volkstelling 2010).